# Malînivka, Hoșcea
Malînivka (în ucraineană Малинівка) este localitatea de reședință a comunei Malînivka din raionul Hoșcea, regiunea Rivne, Ucraina.

## Demografie
Componența lingvistică a localității Malînivka
     Ucraineană (99,02%)
     Alte limbi (0,98%)
Conform recensământului din 2001, majoritatea populației localității Malînivka era vorbitoare de ucraineană (99,02%), existând în minoritate și vorbitori de alte limbi.